# حصير الجار (نعمان)

تعديل مصدري - تعديل

حصير الجار هي إحدى قرى عزلة حصير الجار بمديرية نعمان التابعة لمحافظة البيضاء، بلغ تعداد سكانها 242 نسمة حسب تعداد اليمن لعام 2004.